# Archäologie im Rheinland
Archäologie im Rheinland ist eine seit 1988 jährlich erscheinende Fachzeitschrift des LVR-Amtes für Bodendenkmalpflege im Rheinland (LVR-ABR), die die wichtigsten Ergebnisse archäologischer Ausgrabungen im nordrheinwestfälischen Rheinland zusammenfasst.
In der Zeitschrift Archäologie im Rheinland veröffentlichen Archäologen, Paläontologen, Bodendenkmalpfleger und Wissenschaftler benachbarter Fachbereiche Vorberichte zu wichtigen, unterschiedlichen Epochen gewidmeten Ausgrabungen aus dem Rheinland. Berücksichtigt werden sowohl Forschungsgrabungen von Universitäten als auch verursacherfinanzierte Ausgrabungen von Fachfirmen sowie Ausgrabungen des LVRs des jeweiligen Vorjahres. Die Artikel in Form von kurzen, auch für Laien verständlichen Aufsätzen gelten als Vorberichte und haben somit nicht den Charakter einer wissenschaftlichen Publikation.

## Geschichte
Im September 1987 wechselte der Archäologe Harald Koschik als erster Direktor des damaligen Rheinischen Amtes für Bodendenkmalpflege (RAB) von Bayern nach Bonn. Eine seiner Ideen war es, ein archäologisches Jahrbuch, entsprechend dem seit 1981 erscheinenden „Archäologischen Jahr in Bayern“ auch im Rheinland zu etablieren. Bereits nach seinem ersten Amtsjahr erschien 1988 ein erster Band der „Archäologie im Rheinland“. Die Bände 1987 bis 1999 erschienen im Rheinland-Verlag Köln, die Bände 2000 bis 2017 im Konrad Theiss Verlag und seit dem Band 2018 werden sie vom Nünnerich-Asmus Verlag erstellt. Als Herausgeber ist der jeweilige Leiter des LVR-Amts für Bodendenkmalpflege im Rheinland zuständig, ab dem Band 2012 gehört zum Berichtsgebiet auch Köln, wo die amtliche Bodendenkmalpflege durch das Römisch-Germanische Museum wahrgenommen wird. Gemeinsame Herausgeber sind somit derzeit Erich Claßen und Marcus Trier. Seit 2019 werden Beiträge über den Fachinformationsdienst Altertumswissenschaften Propylaeum der Universitätsbibliothek Heidelberg bereitgestellt. Die für die Onlinepublikation freigegebenen Beiträge sind dort zwei Jahre später im Open Access abrufbar.

## Jahrbände anderer Ämter und Bundesländer
Neben Bayern und dem Rheinland geben auch die LWL-Archäologie für Westfalen und die Denkmalämter anderer deutscher Bundesländer ähnliche, jährlich erscheinende Zeitschriften heraus. In Hessen erscheint seit 2001 das Jahrbuch „hessenArchäologie“.